# 露·杜瓦隆
露·杜瓦隆（英語：Lou Doillon，1982年9月4日—）是法国 - 英国歌手兼作曲家、艺术家、演员和模特。

## 生平
作家/导演賈克·杜瓦雍与珍·柏金的女儿，Lou有5个兄弟姐妹，母亲的孩子Kate Barry和Charlotte Gainsbourg，父亲的孩子Lola Doillon，Lili Doillon，Lina Doillon和Lazare Doillon。她在法国和圣巴泰勒米之间度过了她的学习时间，直到她15岁退学，成为一名全职女演员。 2002年，在19岁时，她生下了Marlowe Mitchell，儿子的父亲是美国/法国音乐家Thomas-John Mitchell。
2022年7月26日，Lou产下小儿子Laszlo